# Fellberg
Fellberg je naselje v Občini Steinfeld v Okraju Špital ob Dravi  na Koroškem v Avstriji.